# Jewish Defense League

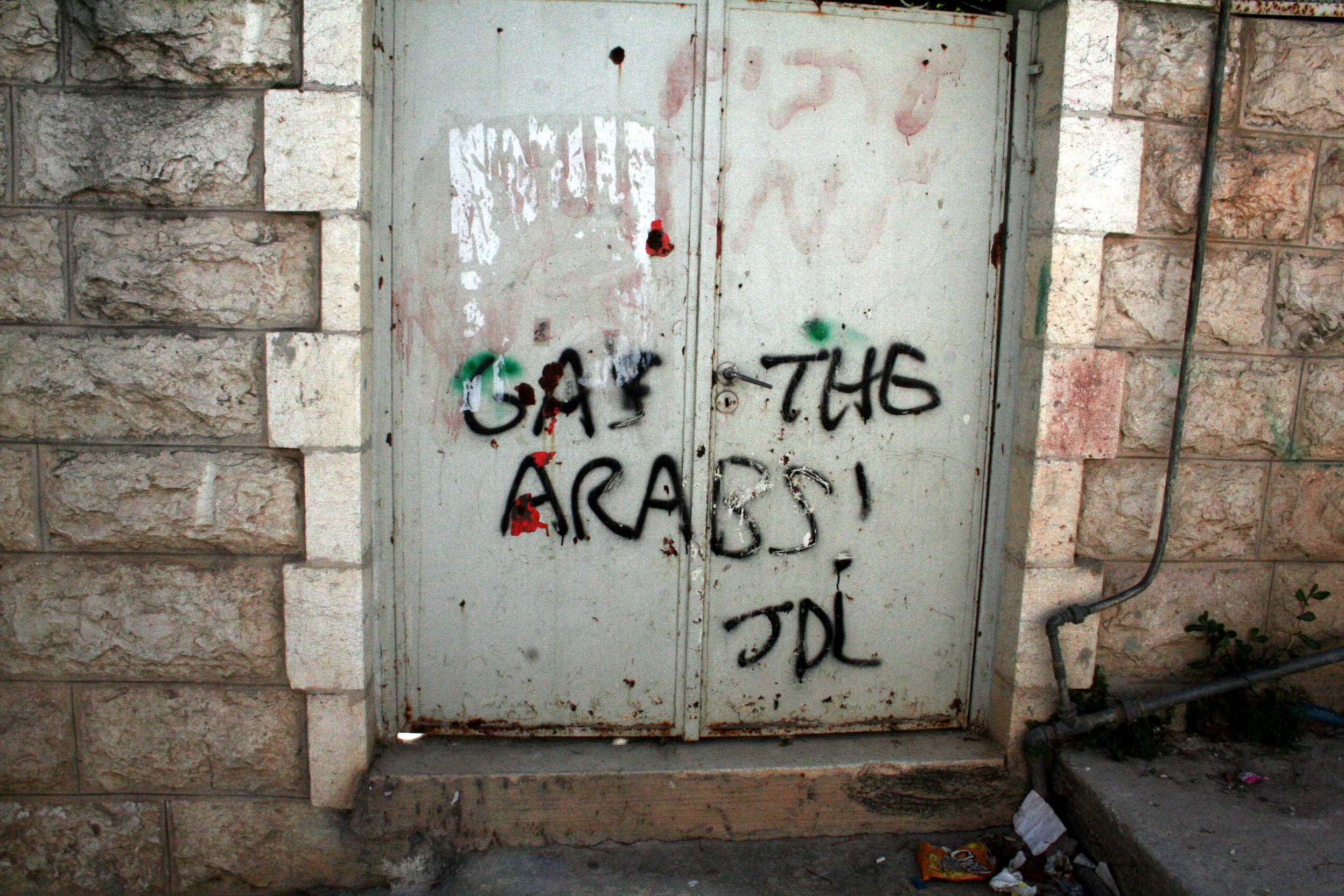
Rasistiskt klotter under signaturen JDL på en arabiskt ägd bostad i Hebron. Texten lyder: "gasa araberna!" ("gas the Arabs!").
19 juni 2008, Hebron.

Jewish Defense League (JDL) är en judisk organisation med målet att skydda judar från antisemitism. Den bildades av Rabbi Meir Kahane i New York år 1968, dess syfte enligt dem själva var att skydda chassidiska judar från trakasserier i Brooklyn, och att protestera mot antisemitism i området. När den bildades blev hundratals ortodoxa judar från Brooklyn medlemmar i den judiska organisationen, och 1972 hade organisationen över 15 000 medlemmar. Gruppen organiserade demonstrationer utanför arabiska ambassader och protesterade mot förtrycket av judar i Sovjetunionen och började genomföra bombdåd mot sovjetisk och arabisk egendom i USA. Flera medlemmar i JDL är ansvariga för mord, bland annat på en regional ledare för en arab-amerikansk antidiskrimineringsbyrå. År 2001 beskrev FBI organisationen som en högerterrorgrupp. Organisationen Southern Poverty Law Center (SPL) beskriver JDL som en hatgrupp och enligt Anti-Defamation League (ADL), består JDL av "thugs and hooligans" (svenska: "ligister och huliganer").

## Terrorism
I rapporten Terrorism 2000/2001, beskrev FBI organisationen som en "högerterrorgrupp" och "våldsam extremistisk judisk organisation" och konstaterade att FBI var ansvariga för att ha förhindrat åtminstone en av dess militanta aktiviteter. Organisationen Terrorism Knowledge Base beskriver att under JDL:s första två årtionden var den en "aktiv terroristorganisation". JDL nämndes också av FBI:s verkställande direktör för terrorismbekämpning, John S. Pistole, i hans rapport för den amerikanska kommissionen som arbetar mot inhemsk terrorism. Den framhåller dock att JDL för närvarande inte är en terroristorganisation, men både aktiva och gamla medlemmar finansierar den förbjudna Israeliska terroristorganisationen Kahane Chai.